# Ichtratzheim
Ichtratzheim is een gemeente in het Franse departement Bas-Rhin (regio Grand Est) en telt 282 inwoners (1999). De plaats maakt deel uit van het arrondissement Sélestat-Erstein.

## Geografie
De oppervlakte van Ichtratzheim bedraagt 3,1 km², de bevolkingsdichtheid is 91,0 inwoners per km².
De onderstaande kaart toont de ligging van Ichtratzheim met de belangrijkste infrastructuur en aangrenzende gemeenten.

## Demografie
Onderstaande figuur toont het verloop van het inwonertal (bron: INSEE-tellingen).